# Мирко Дејић
Мирко Мића Дејић (Кучево, 14. септембар 1953) српски је математичар, доктор интердисциплинарне  области математичких и педагошких наука, редовни  професор Универзитета у Београду, у пензији. Био је шеф Катедре за математику и методику наставе математике на Учитељском факултету у Београду.

## Биографија
Мирко Дејић рођен је у Кучеву 1953. године, где је завршио основну школу и гимназију, а Природно-математички факултет, одсек за математику, смер нумеричка математика са кибернетиком, на Универзитету у Београду (јануар, 1977). На истом факултету је магистрирао (1985), а докторирао на Универзитету у Новом Саду (1996).
Био је професор у средњим школама (Економска и Машинска школа у Панчеву), на вишим школама (Виша школа за образовање васпитача у Вршцу и Виша техничка школа у Зрењанину) и на факултетима (Учитељски факултет у Београду и Учитељски факултет у Јагодини). Такође, једно време је радио и као самостални саветник - пројектант информационих система у Покрајинском заводу за статистику. 1990. године одлази на годину дана у Приштину као испомоћ тамошњем наставном кадру у школовању српске деце. У звање доцента за предмет Математика изабран је 1998. године на Учитељском факултету Београду. Исте године изабран је и у звање доцента за предмет Методика наставе математике на Учитељском факултету у Јагодини. За ванредног професора за предмет Методика наставе математике изабран је 2000. године на Учитељском факултету у Београду. У звање редовног професора изабран је 2005. године.
На Учитељском факултету у Београду предавао је:  Математику, Методику наставе математике, Методику развоја почетних математичких појмова и Елементарне математичке појмове. Осим тога, на Факултету за специјалну едукацију и рехабилитацију, држао је изборни предмет Математика у специјалној едукацији. На последипломским специјалистичким и магистарским студијама на учитељским факултетима у Београду и Јагодини предавао је Методику наставе математике. На мастер академским  студијама држао је изборни предмет Идентификација и рад са децом даровитом за математику. На докторским студијама на Учитељском факултету у Београду предавао је: Теоријско-методолошки проблеми методике разредне наставе, Савремени токови методике наставе  алгебре,  Савремени токови методике наставе  геометрије, Израда и евалуација пројекта.
Такође, на Учитељском факултету у Ужицу, на докторским студијама, држао је сличне курсеве. 
Мирко Дејић био је шеф Катедре за математику и методику наставе математике на Учитељском факултету у Београду, члан Савета Учитељског факулктета више пута, као и члан Већа друштвено-хуманистичких наука Универзитета у Београду. Такође, био је и руководилац модула за Методику наставе математике на последипломским и докторским студијама. Члан је Mеђународне организације International Group for Mathematical and Giftedness (MGG). Био је члан редакција педагошких часописа: Учитељ,  Методичка пракса и Учење и настава, као и многих Зборника са научних скупова. Организатор је 3 научна скупа на Учитељском факултету под називом:  Наука, религија, образовање и уредник Зборника радова са тих скупова. Био је гостујући уредник неколико тематских бројева часописа Иновације у настави. Такође, био је и члан десетине научних, програмских и организационих одбора на научним скуповима. Био је покретач и главни уредник два математичка часописа РАВАН (часопис за математику за ученике од V-VIII разреда, и КОЦКИЦА (часопис за математику намењен ученицима I-IV разреда). Од 2003. године члан је Управног одбора у Регионалном центру за таленте - Михајло Пупин, Панчево. Добитник је више награда и признања.
Одржао је преко 50 стручних предавања на математичким трибинама и акредитованим семинарима за учитеље и васпитаче. Активно је учествовао у раду са даровитим ученицимана за математику у неколико зимских и летњих математичких школа.

## Стручни и научни рад
До сада је, као аутор или коаутор, објавио преко 150 научних и стручних радова у часописима и зборницима у земљи и иностранству (Русија, Енглеска, Француска, Швајцарска, Грчка, Бугарска, Румунија, Пољска, Летонија, Мађарска, Хрватска и БИХ). Такође, као аутор или коаутор објавио је и преко 40 посебних публикација (монографија, уџбеника, приручника, практикума, збирки задатака, књига за популаризацију математике, брошура). Неке од тих публикација награђиване су и преведене на неколико светских језика. Написао је и 13 одредница у Лексикону образовних термина, Учитељски факултет, Београд, 2014. Са саопштењима је учествовао на преко 100 националних и  међународних научних скупова. Рецензент је око 100 стручних и научних радова и публикација. Учествовао је као сарадник на неколико научних и стручних пројеката. Највећи број објављених радова је из области методике наставе математике. Такође, објављивао је радове и из области нумеричке математике, историје и филозофије математике, а у неколико радова трага за везом математике и религије. Већи број публикација односи се на популаризацију математике. 
Професор Мирко Дејић био је ментор у изради 9 докторских дисертација, 6 магистарских радова, 30 специјалистичких радова и преко 150 дипломских и мастер радова. Такође, био је члан у више од 20 комисија за преглед, оцену и одбрану докторских, односно, магистарских теза. Докторске дисертације под његовим руководством међу првима су у Србији, које су биле из области Методике разредне наставе.
Наводимо неке од публикација које је објавио др Мирко Дејић:
Универзитетски и основношколски уџбеници (више издања): Методика наставе математике (са Егерић, М.), Учитељски факултет (Јагодина, 2003; Београд, 2007);  Методика развоја почетних математичких појмова, Учитељски факултет, Београд, 2015;  Методика математике у разредној настави (са Егерић, М., Михајловић, А.), Факултет педагошких наука, Јагодина, 2015; Математика, уџбеник за 4. разред основне школе (са Милинковић, Ј., Ђокић, О.), Креативни центар, Београд, 2012. 
Монографије: Методичка трансформација одабраних садржаја нумеричке математике, Виша школа за образовање васпитача, Вршац, 1996;  Број, мера и безмерје-од антропологије до математике, Учитељски факултет, Београд, 2013; Математичка даровитост (са Михајловић, А.), Учитељски факултет, Београд, 2014.
Приручници: Основи информатике и рачунарства у образовању (са Чебзан, В.), Виша школа за образовање васпитача, Вршац, 1997; Методика наставе математике I, Учитељски факултет, Јагодина, 2000; Приручник за учитеље за наставу математике у четвртом разреду основне школе (са Милинковић, Ј., Ђокић, О.),  Креативни центар, Београд, 2006; Предшколац у свету математике, Креативни центар, Београд, 2016.
Збирке задатака: BASIC језик кућних рачунара - Методичка збирка задатака (са Ћебић, С.), Завод за организацију и  образовање кадрова, Београд, 1985; Математика, збирка решених задатака са елементима теорије -  за учитељске факултете (са Ћебић, С.), Виша школа за образовање васпитача, Вршац, 2001; Елементарни математички појмови - Збирка урађених задатака са елементима теорије, Учитељски факултет, Београд, 2006.
Популаризација математике: Занимљиви свет математике (са Дејић Б.), Техничка књига, Београд, 1987, Нолит, Београд,1995;  Тајни свет математике, Нолит, Београд, 1990;  Математичке игре, Архимедес, Београд, 1995; Математика као игра 1 (са Вуковић, С., Вуковић, Б.)-за ниже разреде ОШ, КММ Архимедес, Београд, 2001; Математика као игра 2 (са Вуковићем С.и Вуковићем Б.) – за више разреде ОШ,  КММ Архимедес, 2005; Математика са шибицама, Учитељски факултет, Београд, 2010; Математичке посластице (са Дејић, Б.), Лагуна, 2020; 101 математички изазов (са Дејић, Б.), Лагуна, Београд, 2021; Математичка вртешка (са Дејић, Б.), Креативни центар, Београд, 2021;  Играоница за мале математичаре (са Дејић, Б.), Креативни центар, Београд, 2022; Математичке авантуре од 5. до 8. разреда (са Дејић, Б.), Креативни центар, Београд, 2023; Урнебесна математика (са Пеневски, З.), Лагуна, Београд, 2024; Логичке заврзламе за предшколце (са Дејић, Б.), Креативни центар, Београд, 2025.
Награђиване и превођене публикације: Математика као игра 1,2 – за децу 5-7 година (са Дејић, Б.), Креативни центар (више издања) – сребрно признање (Silver Award) на међународном сајму књига у Франкфурту за најбољи европски уџбеник ([Best European Schoolbook Awards]) у категорији књига за предшколце.  Књиге су преведене у Вијетнаму, Кини и Шведској;  Математичке авантуре 1,2,3, и 4 (са Дејић, Б.), Креативни центар (више издања) преведене су у Русији, Бугарској и Шведској.